# 山下美穂子
山下 美穂子（やました みほこ、1977年8月17日 - ）は、日本のフリーアナウンサー。元日本テレビアナウンサー・スポーツ局アシスタントプロデューサー。血液型A型。

## 来歴・人物
東京都千代田区出身。慶應義塾幼稚舎、慶應義塾中等部、慶應義塾女子高等学校、慶應義塾大学文学部美学美術史学専攻卒業。2000年4月、日本テレビ入社。
2003年12月1日付けでラジオ日本へ出向し、2004年10月からの早朝番組『いってらっしゃ〜い!』（6:30 - 9:00）の月曜日・水曜日パーソナリティーを担当した。2005年4月1日付けで延友陽子と交替で日テレアナウンス部へ復帰した。
慶應義塾大学体育会ゴルフ部出身で、女子部の主将を務めた。ベストスコアは79。経歴を活かし入社以来ゴルフ番組を多く担当。
2016年6月1日付けでアナウンサー業務（編成局アナウンスセンターアナウンス部）から離れスポーツ局に異動、その3ヶ月後の9月を以て日本テレビを退職。
2017年よりフリーアナウンサーへ転向、ゴルフ中継を中心とした活動を始める。

## エピソード
- 2003年11月28日 、BS日テレ 「LPGAツアーチャンピオンシップリコーカップ」2日目の実況を担当。
- 2006年1月21日、CS放送G+及び第2日本テレビストリーム配信「第2回ワールドカップ女子ゴルフ2006」南アフリカからの衛星生中継の映像に乗せて日本テレビ放送局内よりリアルタイム実況。
- 2006年4月5日より9月27日まで水曜未明（火曜深夜）『あややゴルフ』のアシスタント進行役。入社以来初の担当バラエティ番組となる。
- 2013年4月6日より、豊田順子と交換する形で『news every.サタデー』を担当。
- 2016年6月4日より、再び豊田と交換する形で、『news every.サタデー』を、『Going!Sports&News』は、杉野真実が担当する事で番組を降板した。

## 出演番組
- NNNニュースプラス1（サブキャスター、2000年10月2日 - 2001年3月30日）
- ジャイアンツ独占チャンネル（BS日テレ、G+スポーツ&ニュース、2000年12月 - 2003年3月）
- ニュース朝いち430（水 - 金曜担当、2002年4月3日 - 2003年11月28日）
- ミューミュー・ランチBOX（ラジオ日本・水曜担当、2004年1月7日 - 9月29日）
- いってらっしゃ〜い!（ラジオ日本・月・水曜2004年10月4日 - 2005年3月30日）
- NNNニュースプラス1 サタデー（2005年4月2日 - 2006年4月1日）
- NNNニュースサンデー（2005年4月3日 - 2007年9月30日、2010年7月18日 - 2013年5月12日）
- イブニングプレス donna
  - 月曜担当（2005年4月4日 - 2006年3月27日、2007年1月15日 - 7月30日）
  - 木曜担当（2006年4月6日 - 9月28日）
  - 火曜担当（2008年8月5日 - ）
- NNNニュースダッシュ
  - 水 - 金曜担当（2005年4月6日 - 9月30日）
  - 日曜担当（2005年10月9日 - 2006年3月26日）
- BS日テレ ブラボー!クラシック（木曜22:00 - 22:55、2005年 - 2007年4月1日）
- 深夜の音楽会（2005年10月13日 - 2007年3月15日）
- あなたと日テレ（2006年4月2日 - 9月24日）
- あややゴルフ（2006年4月5日 - 9月27日）
- NNN Newsリアルタイムサタデー（お天気コーナー、2006年4月8日 - 2008年9月27日）
- CS日テレプラス&サイエンス（現・日テレプラス） AX MUSIC プラス（2007年4月5日から6月1日 4月放送分#13と5月放送分#14の司会担当）
- NNNニューススポット（お天気コーナー）
- ご存じですか（不定期出演）
- NNNストレイトニュース
  - 杉上佐智枝の代理（2008年9月7日、2009年1月25日）
  - 森富美の代理（2008年9月27日、2012年3月13日・14日・8月27日 - 31日、2013年1月10日・11日・14日・15日、2016年1月26日・27日）
  - 土曜担当（2008年10月4日 - 2009年3月28日、2010年10月2日 - 2012年3月31日）
  - 土・日曜担当（2009年4月4日 - 2010年9月26日、2012年4月7日 - 2013年3月31日）
  - 豊田順子の代理（2011年2月21日 - 23日）
  - 古市幸子の代理（2011年3月27日・7月10日）
- NEWS ZERO（2010年10月4日・5日、2011年8月4日・5日）- 松尾英里子の代理
- 気になる通販ランキング ポシュレデパート深夜店（2011年8月2日 - 2014年3月）
- news every.サタデー（メインキャスター、2013年4月6日 - 2016年5月28日）

平日版のキャスターが夏休み等の場合には代行することがあった。
- Going!Sports&News（ニュース、2013年6月1日 - 2016年5月29日）
- 深層NEWS（BS日テレ、2013年9月30日 - 2016年5月、火曜・水曜ニュース・天気担当アナウンサー）
- 真相報道 バンキシャ!（ニュースコーナー、2016年1月17日 - 3月13日）

## 出演映画
- 2006年「DEATH NOTE デスノート」- ニュースキャスター役
- 2001年「サトラレ」- 配役出演場面不明（パンフレットに名前あり）

## 同期
- 小野寺麻衣（退社）
- 斉藤まりあ（退社）
- 田辺研一郎